# Bosseval-et-Briancourt
Bosseval-et-Briancourt era una comuna francesa situada en el departamento de Ardenas, de la región de Gran Este, que el uno de enero de 2017 pasó a ser una comuna delegada de la comuna nueva de Vrigne-aux-Bois al fusionarse con la comuna de Vrigne-aux-Bois.

## Demografía
| Gráfica de evolución demográfica de Bosseval-et-Briancourt entre 1800 y 2014 |
|                                                                              |

Los datos demográficos contemplados en este gráfico de la comuna de Bosseval-et-Briancourt se han cogido de 1800 a 1999 de la página francesa EHESS/Cassini, y los demás datos de la página del INSEE.